# Rudolf Karl Krause
Rudolf Karl Krause (* 18. Dezember 1946 in Breitenhagen; † 20. Dezember 2024 in Bonese) war ein deutscher Politiker (CDU, REP). Er gehörte von 1990 bis 1994 dem Deutschen Bundestag an.

## Leben
Der Tierarzt aus Sachsen-Anhalt wurde nach der Wende Mitglied der CDU und zog 1990 über ein Direktmandat im Wahlkreis Altmark in den Bundestag ein. Krause war auch Gründungsmitglied und Sprecher des Christlich-Konservativen Deutschlandforums (CKDF). Nach einem Interview mit der rechtsextremen Zeitschrift Nation und Europa wurde er im Mai 1993 aus der CDU/CSU-Bundestagsfraktion ausgeschlossen. Von da ab war er fraktionsloser Abgeordneter.
Nach seinem Fraktionsausschluss und seinem Austritt aus der CDU trat Krause in die Partei Die Republikaner ein. Im Juli 1993 wurde er Landesvorsitzender der Partei in Sachsen-Anhalt. Auch den Posten eines stellvertretenden Bundesvorsitzenden übernahm er. Trotz seiner CDU-Herkunft gehörte er bei den Republikanern dem extremeren Flügel an, der einen Schulterschluss nach Rechtsaußen nicht zwangsläufig ablehnte. Als Franz Schönhubers Wunschkandidat für den Bundesvorsitz unterlag er 1994 gegen Rolf Schlierer. In der Folgezeit verließ er die Partei und kandidierte bei der Bundestagswahl 1998 für die DVU auf Platz eins der Landesliste Sachsen.
Laut Angaben der Bundestagsverwaltung war Krause zu Mandatszeiten bekennendes Mitglied der Neuapostolischen Kirche.
Nach seinem Ausscheiden aus dem Bundestag war Krause nach eigenen Angaben 20 Jahre lang als Tierarzt in Berlin-Tiergarten tätig, bevor er wieder eine Kleintierpraxis in Bonese eröffnete.

### Parlamentarische Arbeit
Krause entwickelte nach seinem Übertritt zu den Republikanern eine größere Aktivität – 333 parlamentarische Vorgänge in dieser Zeit im Vergleich zu 71 in den drei Jahren zuvor. Er beteiligte sich fast an jedem Sitzungstag mehrfach in Debatten zu diversen Themen. Ein ständig wiederkehrendes Thema seiner Beiträge war die offene Forderung nach Protektionismus und Merkantilismus; im Freihandel sah er die Ursache für einen Niedergang der deutschen Volkswirtschaft. Weitere Schwerpunkte seiner Beiträge waren die neuen Bundesländer. Er betonte stets, in der DDR Oppositioneller gewesen zu sein, wies aber auch oft darauf hin, dass dort nicht alles schlecht gewesen sei. Aktuell sah er die neuen Länder als Opfer von Westdeutschen und internationalen Konzernen; insbesondere die Treuhandanstalt kritisierte er heftig. Er fiel auch dadurch auf, dass er hier stets von „Mitteldeutschland“ sprach. Drittes bedeutendes Thema seiner Tätigkeit war seine eigene Partei, die er vor seiner Meinung nach ungerechtfertigten Angriffen aus Medien und anderen Parteien in Schutz nahm. Im Bundestag umstrittene Beiträge lieferte er hier etwa in Debatten über rechtsextreme Kriminalität, die er in seiner Rede dazu überhaupt nicht erwähnte, oder über die Strafbarkeit der Holocaustleugnung, welche er mit der Einschränkung von Redefreiheit in Diktaturen verglich. Schließlich setzte er sein bereits aus der Zeit bei der CDU bekanntes Engagement gegen die Straffreiheit von Abtreibungen fort. Er erhielt für seine Beiträge keinerlei Unterstützung von irgendeiner Fraktion.
Anders als Franz Handlos und Ekkehard Voigt, die in den 1980ern für die Republikaner im Bundestag gesessen hatten, sah sich Krause oft kritischen, manchmal beleidigenden Zwischenrufen ausgesetzt.

## Belege
1. ↑  Traueranzeige. In: Volksstimme. 4. Januar 2025, abgerufen am 10. Januar 2025.
2. ↑  Landeslisten-Vorschläge bei der Bundestagswahl 1998 im Bundesland Sachsen – DVU. Der Bundeswahlleiter, archiviert vom Original am 27. September 2007; abgerufen am 13. Januar 2015.
3. ↑  Rudolf Vierhaus, Ludolf Herbst (Hrsg.), Bruno Jahn (Mitarb.): Biographisches Handbuch der Mitglieder des Deutschen Bundestages. 1949–2002. K. G. Saur, München 2002–2003
4. ↑  Website der Kleintierpraxis von Rudolf Karl Krause

| Personendaten    | Personendaten                       |
| ---------------- | ----------------------------------- |
| NAME             | Krause, Rudolf Karl                 |
| ALTERNATIVNAMEN  | Krause, Rudolf                      |
| KURZBESCHREIBUNG | deutscher Politiker (CDU, REP), MdB |
| GEBURTSDATUM     | 18. Dezember 1946                   |
| GEBURTSORT       | Breitenhagen                        |
| STERBEDATUM      | 20. Dezember 2024                   |
| STERBEORT        | Bonese                              |